# Sardinia Radio Telescope
De Sardinia Radio Telescope (SRT) is een Italiaanse grote radiotelescoop met een richtbare antenne van 64 meter diameter. De telescoop werd gebouwd op ruim zes kilometer zuidoostelijk van San Basilio, in de provincie Cagliari op Sardinië. De telescoop werd in 2013 ingehuldigd.
De telescoop wordt uitgebaat door het Italiaanse nationaal instituut voor astrofysica INAF (Istituto Nazionale di Astrofisica). De bouw werd gefinancierd door de INAF, het Italiaanse ruimteagentschap ASI, het Italiaanse ministerie van Onderwijs, Universiteit en Onderzoek en de regio Sardinië.
De telescoop is in staat signalen te ontvangen met een frequentie van 0,3 tot 100 GHz. De spiegel is voorzien van actieve optiek om vervormingen te compenseren. Hij bestaat uit een duizendtal aluminium panelen die door 1116 actuatoren worden aangedreven.